# Rhinotropis madrensis
Rhinotropis madrensis är en jungfrulinsväxtart som först beskrevs av T.Wendt, och fick sitt nu gällande namn av J.R.Abbott. Rhinotropis madrensis ingår i släktet Rhinotropis och familjen jungfrulinsväxter. Inga underarter finns listade i Catalogue of Life.